# Brachycephalus alipioi
Brachycephalus alipioi är en groddjursart som beskrevs av Pombal och Gasparini 2006. Brachycephalus alipioi ingår i släktet Brachycephalus och familjen Brachycephalidae. IUCN kategoriserar arten globalt som otillräckligt studerad. Inga underarter finns listade.